# Patricia hewitsonii
Patricia hewitsonii är en fjärilsart som beskrevs av Anton Srnka 1855. Patricia hewitsonii ingår i släktet Patricia och familjen praktfjärilar. Inga underarter finns listade i Catalogue of Life.